# Keshavan Maslak

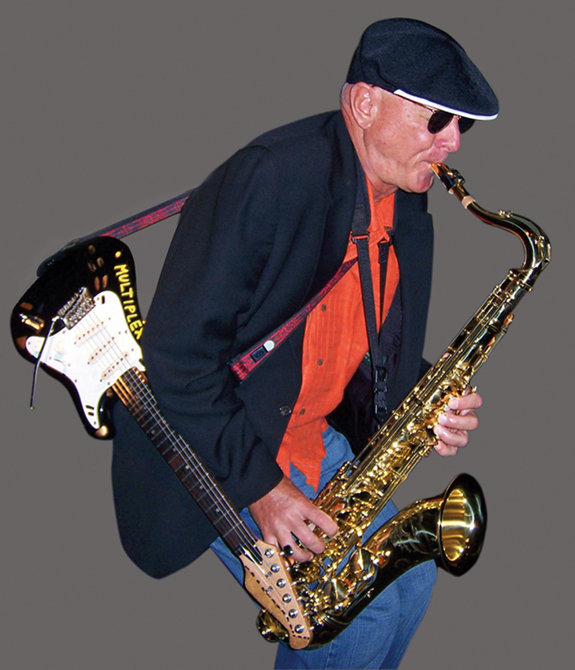
Keshavan Maslak

Keshavan Maslak (* 26. Februar 1947 in Detroit), der auch unter dem Namen Kenny Millions auftritt, ist ein US-amerikanischer Saxophonist, Klarinettist und Gitarrist des Modern Creative Jazz.

## Leben und Wirken
Maslak stammt in der zweiten Generation von ukrainischen Vorfahren ab und wuchs in Detroit auf. Sein Großvater führte ihn in die osteuropäische Volksmusik und europäische Klassik ein. Mit sechs Jahren begann er mit dem Musikunterricht, mit zwölf Jahren hatte er erste Auftritte, bei denen er Polkas und Mazurkas in der slawischen Immigranten-Gemeinschaft Detroits spielte.
In seiner Zeit auf der Highschool begann er sich für Jazz und den Rhythm & Blues zu interessieren. In der zweiten Hälfte der 1960er Jahre studierte er an der University of Michigan und der North Texas State University, wo er klassisches Saxophon erlernte, u. a. bei Lehrern wie Larry Teal und Donald Sinta sowie Kompositionslehre bei Martin Mailman. Nach seinem Studium ging er mit einer Revue von Motown Records auf Tourneen. Er zog nach San Francisco, wo er Yoga studierte und mit dem Schlagzeuger Charles Moffett senior arbeitete, der einen großen Einfluss auf Maslaks musikalische Entwicklung nahm. Danach zog er nach New York City, wo er in der experimentellen Musikerszene spielt. In den 1970er Jahren arbeitete er etwa mit Philip Glass und Laurie Anderson und mit Musikern des Free Jazz. 1978 zog er für einige Jahre nach Europa, vorwiegend lebte er in Amsterdam. In dieser Zeit spielte er mit Loek Dikker, Burton Greene und anderen Musikern der niederländischen Szene. Es entstanden einige Alben für kleinere Label wie Circle Records oder Leo Records, 1981 gründete er die Formation Loved By Millions, mit der er freien Jazz und Rockrhythmen (Free Funk) fusionierte, mit der er auf dem Moers Festival unter dem Pseudonym Kenny Millions mit Rhys Chatham, Pamela Lyons, Charles und Charnett Moffett auftrat. In der Musik dieser Gruppe verarbeitete er die unterschiedlichsten musikalischen Stilelemente. Wolf Kampman hält ihn daher sogar für den „ersten wesentlichen Vertreter einer radikalen Postmoderne im Jazz“.
Maslak kehrte 1982 nach New York zurück und zog 1986 nach Florida, wo er schließlich ein Sushi-Restaurant mit seiner Ehefrau Junko Maslak eröffnete.

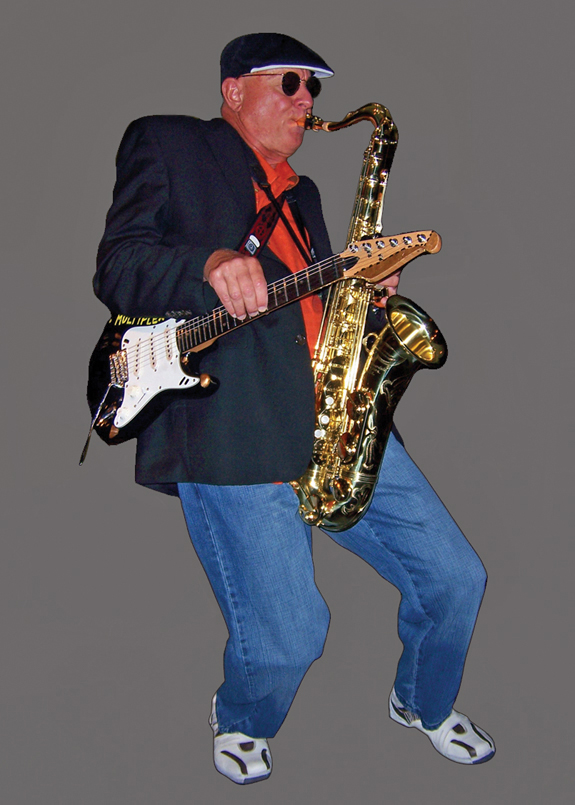
Kenny Millions Promo-Foto

Danach nahm Maslak weiterhin Alben auf; die meisten Aufnahmen entstanden für sein eigenes HUM HA-Label. In seiner Karriere arbeitete Maslak mit Musikern wie Paul Bley, Sam Rivers, Sunny Murray, Ray Anderson, Misha Mengelberg, Chet Baker und Katsuyuki Itakura.
Chris Kelsey im All Music Guide bezeichnet Maslak als einen exzentrischen, avantgardistischen Saxophonisten, der Unterhaltungsmomente in sein Spiel einbezieht. Die Jazzkritiker Richard Cook und Brian Morton zählen seine Duoaufnahmen mit dem Pianisten Paul Bley zu seinen bedeutendsten Alben.

## Diskographische Hinweise
- Structures - Narada Burton Greene Trio with Keshavan Maslak (Circle, 1978)
- Budhha's Hand (Circle, 1978) mit Mark Miller (b) & Sadiq Abdu Shahid (dr)
- Humanplexity (Leo, 1979) mit Misha Mengelberg, Han Bennink
- Blaster master (Black Saint, 1981) mit Charles Moffett Sr.
- Loved By Millions (Leo 1980) mit John Lindberg, Sunny Murray
- Not To Be A Star (Black Saint, 1992) mit Paul Bley
- Mother Russia (Leo, 1991) mit Vladimir Tarasov, Michail Alperin, Anatoly Vapirov
- Romance in the City (Leo, 1993) mit Paul Bley